# Onesi
Onesi ist eine Siedlung und Verwaltungssitz des gleichnamigen Wahlkreises in der Region Omusati in Namibia. Der Ort hat rund 2000 Einwohner, der komplette Wahlkreis hat 12.935 Einwohner. Der Ort Onesi liegt 27 Kilometer südwestlich von Outapi, 1106 Meter über dem Meeresspiegel.